# Гульєльмо Гратароло
Гульєльмо Гратароло також Гратаролі (італ. Guglielmo Gratarolo, лат. Guilelmus Gratarolus, *1516, Бергамо — 1568, Базель) — італійський медик і алхімік XVI століття..

## З біографії

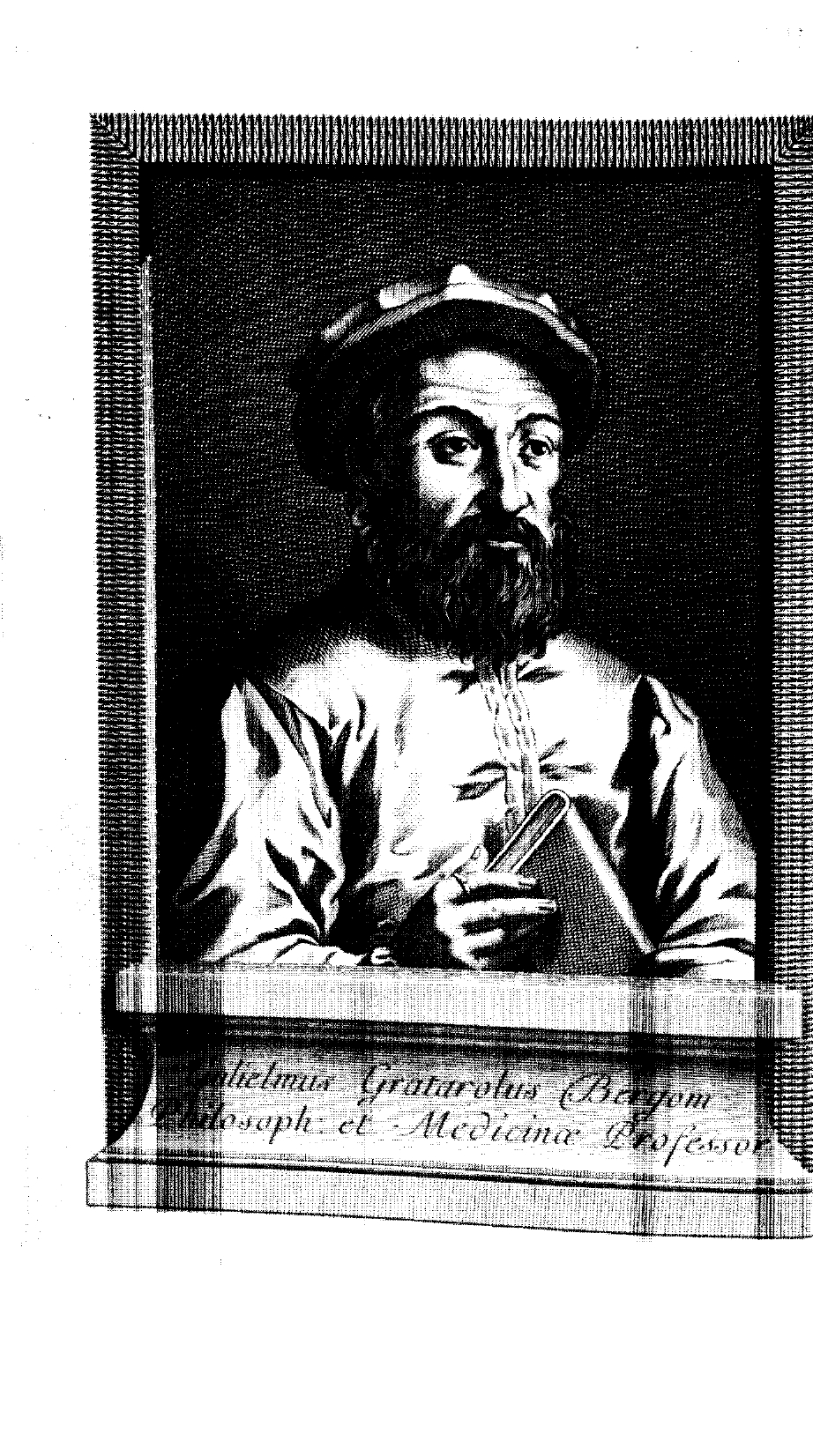
Портрет Гульєльмо Гратароло з книги

Гратароло був кальвіністом й 1552 року втік від переслідувань до Базеля, де викладав медицину й публікував численні праці, зокрема з алхімії. Так 1561 року разом з друкарем Гайнріхом Петрі він видав алхімічний збірник Verae alchemiae artisque metallicae, citra aenigmata, doctrina.

## Праці
- De Memoria Reparanda, Augenda, Servandaque Andream Gesner. F. & Rodolphum Vuyssenbachium, 1553 surgooglebooks [Архівовано 15 травня 2014 у Wayback Machine.] (перевидання Kessinger Publishing, 2009)
- Regimen omnium iter agentium, 1556 Видання 1563 на сайті googlebooks [Архівовано 15 травня 2014 у Wayback Machine.]
- Verae alchemiae artisque metallicae, citra aenigmata, doctrina, Heinrich Petri et Pietro Perna, Bâle 1561. онлайн на сайті BIUM [Архівовано 15 травня 2014 у Wayback Machine.], На сайті la biblioteca virtual Miguel de Cervantes[недоступне посилання]
- Pestis descriptio, causa signa omnigena et praeservatio, apud Federicum Morellum (Parisiis), 1561 в бібліотеці Ґалліка [Архівовано 13 жовтня 2015 у Wayback Machine.]
- Regimen omnium iter agentium, postremo editum, Wendelinum Rihelium, 1563 На сайті googlebooks [Архівовано 15 травня 2014 у Wayback Machine.]